# Marcel Rouff
Pour les articles homonymes, voir Rouff.
Marcel Rouff, né à Genève le 4 mai 1877 et mort à Paris le 3 février 1936, est un écrivain poète, historien, biographe, romancier et essayiste suisse qui vécut à plusieurs reprises à Paris, et notamment au 8, boulevard Émile-Augier de 1920 à sa mort,. Il fut naturalisé français en 1930 tout en conservant sa citoyenneté suisse. La postérité le connaît pour son roman La Vie et la passion de Dodin-Bouffant, gourmet, plusieurs fois réédité, mis en images, en bande dessinée, en particulier le chapitre Dodin-Bouffant, un pot au feu et une altesse.

## Biographie
Fils de l'éditeur Jules Rouff et de Camille Veil son épouse, Marcel Rouff quitte la communauté juive genevoise à l'âge de six mois pour leur appartement parisien. Il fut élève de l'école Monge (devenue Lycée Carnot en 1894) avant de poursuivre des études de lettres à la Sorbonne.
C'est là qu'il rencontre Curnonsky pour qui il aura une amitié durable, avec qui il écrira La France Gastronomique, un des premiers guides touristiques et gastronomiques. Curnonsky est le personnage central de son roman Guinoiseau, ou le Moyen de ne pas parvenir (1926). Ils fondèrent ensemble l'Académie des gastronomes (1928) dont il occupait le troisième fauteuil Honoré de Balzac,. 
Ses premières publications sont des recueils de poésie. Suivent sa thèse de doctorat, sous l'influence de Jean Jaures dont il est proche: Les Mines de charbon en France au XVIIIe siècle, puis une thèse complémentaire Tubeuf, un grand industriel français au XVIIIe siècle (1922). C'est lors de ses séjours d'étude dans le bassin de Decazeville qu'il rencontre Juliette Bloch-Tréfousse qu'il épouse en 1911. Ils ont deux enfants : Nicole (1913) et Jean-Jacques (1916, année où il regagne la Suisse jusqu'en 1920). Pendant la guerre, il rédige des chroniques pour la Tribune de Genève, dont il restera correspondant de retour à Paris. Suivront de nombreux romans, nouvelles, mais aussi des biographies: une évocation de la vie d'Hortense Schneider, une volumineuse Vie de Chateaubriand (1929) et un roman sur le thème de sa passion pour l'alpinisme: L'homme et la Montagne (1925). Ce livre plein de descriptions fabuleuses des Alpes a également une dimension autobiographique: le personnage principal, guide de montagne, est amoureux d'une fille de Chamonix (Catherine Vidonne) qui ne rêve que de quitter sa vallée pour Paris, ce qu'elle fera, le laissant seul à sa passion pour la montagne. L'épouse française de Marcel Rouff aurait été à l'origine de leur retour à Paris en 1920.
Marcel Rouff était un homme parfois contradictoire, comme son coiffeur Lefrisol (Le Grand Léonard) « ses aspirations à l'esprit libre,... l'entrainaient vers les plus extrêmes partis de gauche. Mais, d'autre part, son goût pour le distingué, le comme il faut... l'éloignait de la plèbe... il fréquentait le leader des royalistes... il finissait par déposer dans l'urne un bulletin blanc. » Curieux du monde (il visite entre 1896 et 1910 l'Europe, l'Amérique du Nord, le Proche et le Moyen Orient, et la Chine) il reste ardemment nationaliste et francophile. Amateur de montagne et de campagne, il adore la vie parisienne, fréquente des artistes, des hommes de lettres, des politiques, des éditeurs et de nombreux gastronomes. 
Son plat préféré, pour le moins celui qui revient les plus souvent dans ses romans, est la poularde à la crème (premier plat principal du premier service du repas du Prince), devenue poularde Marcel Rouff en 1928. Il aime les vins de Bourgogne et de Loire. Sa gastronomie est fortement teintée de régionalisme, du goût du terroir, de recettes locales. Il fut un gros mangeur, il fumait beaucoup (membre de La Pipe, où on chante au dessert avant de fumer une pipe), il meurt d'un cancer de la gorge à 58 ans. Il repose au cimetière de Sèvres, son piolet à ses côtés, sous une pesante dalle de granit des Alpes. À sa demande on lut devant elle quelques pages de La Profession de foi du vicaire savoyard.

## Dodin-Bouffant

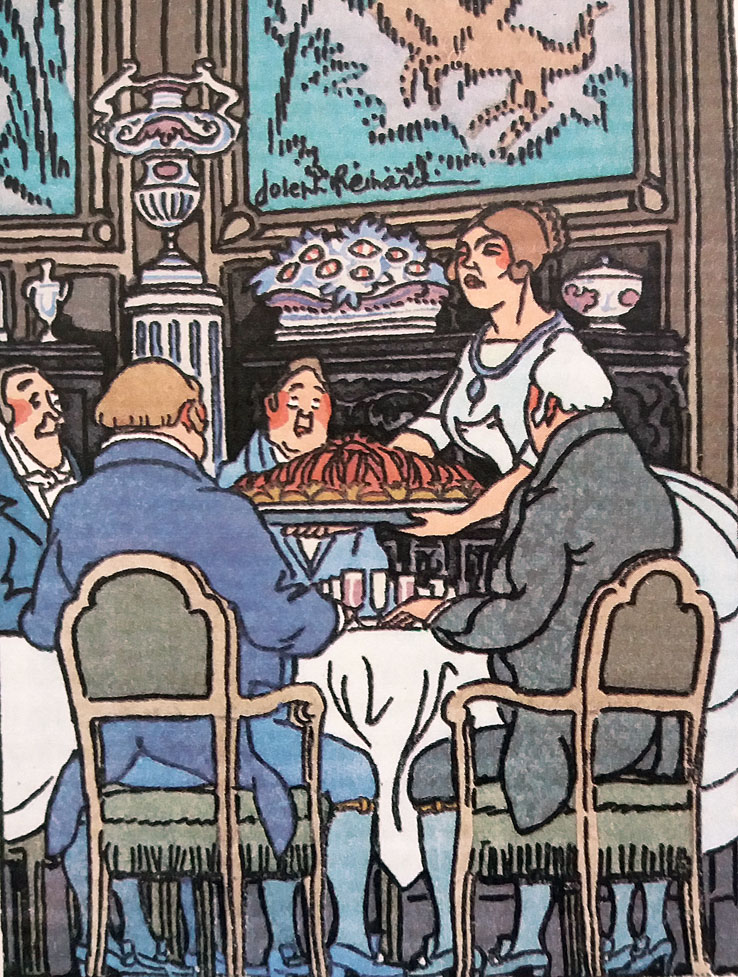
Adèle sert le pot au feu Dodin-Bouffant, illustration de Joseph Hemard dans l'édition 1924.

### Genèse du texte
La vie et la passion de Dodin-Bouffant, gourmet (1920, puis 1924 sous sa version complète et corrigée, la première édition avait été allégée pour cause de pénurie de papier), raconte sous une forme humoristique, la vie d'un gastronome passionné. Le récit serait notamment inspiré de Camille Cerf, fondateur de l'Académie du Goût, impitoyable pour la sélection de ses convives, méticuleux organisateur de ses repas structurés en quatre temps et de sa salle à manger, stoïque mais présent à table pendant sa maladie,, de Lucien Tendret, et des grands gastronomes français du xixe siècle auxquels il fait référence : La Reynière avait admis dans ses dîners un abbé Dodin natif de Langres, gourmand délicat, dont Cadet de Gassicourt écrira l'histoire,. Dans la littérature Champfleury avait créé (1857) un Dodin, enfant passionné cuisinier expert, « gourmand comme pas un » au dire de sa mère, couturière à Laon. 
Dodin s'est incarné au cours des périples provinciaux de Rouff avec Curnonsky qui va jusqu'à écrire : « L'an dernier (1920), nous fîmes, Marcel Rouff et moi, avec notre ami Dodin-Bouffant, un premier voyage d'études préliminaires en Aunis et Saintonge... ». La première édition à tirage restreint est rapidement introuvable, Dodin se fait une notoriété chez les gastronomes, Curnonsky écrit à propos de la seconde édition (1924) : « Comme Les Sonnets de Heredia, ou Les Lettres de Mme de Sévigné ce livre unique connut la fortune d'être célèbre avant d'être publié... »

### Le gastronome idéalisé

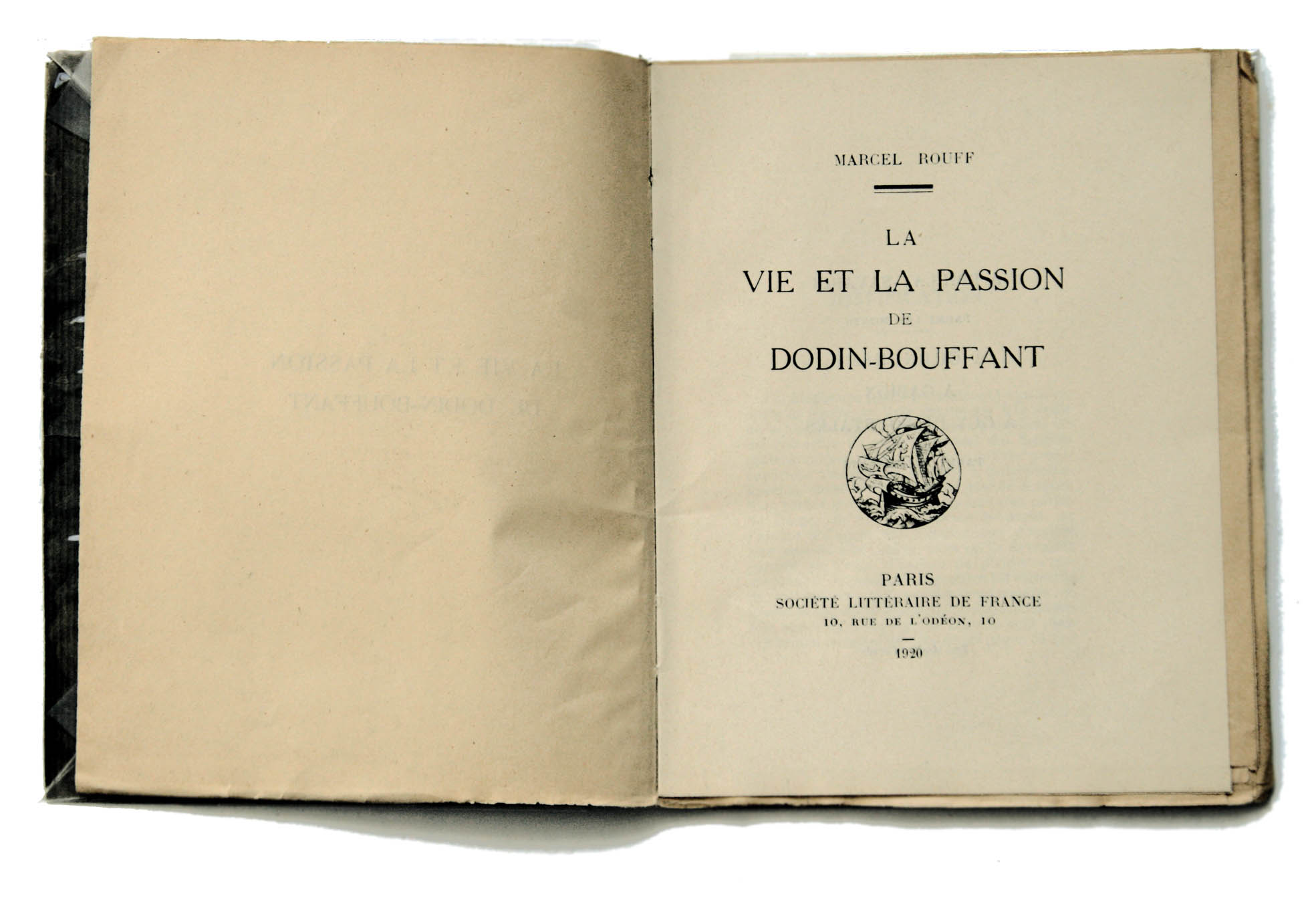
La rare édition 1920 de Dodin-Bouffant ci-dessus comprend la justification et quatre chapitres dont « Le Pot au feu » ; l'édition 1924 est augmentée des chapitres « Le Quatrième Apôtre », « Pauline d'Aizery », « La Crise », « Chez les Barbares », « Retour et Serment ».

Dodin-Bouffant est un magistrat retraité qui, dans sa demeure de Belley, voue sa vie à la gastronomie élevée au niveau des arts majeurs. Il a réuni un petit cénacle de quatre amateurs (« natures d'élite, dont la sincérité fut aussi haute que l'érudition, la faculté de sentir aussi développée que la délicatesse du goût ») qui se retrouvent pour un dîner le mardi soir dans la salle à manger du maître.
Dans le premier chapitre, Dodin perd d'un accident vasculaire sa cuisinière (et maîtresse) Eugénie Chatagne, il ne la remplacera qu'au terme de longues recherches par une paysanne bressane, Adèle Pidou, qui lui fait vivre « des jours doux et parfumés, une abondance de délices sous le charme de repas attendrissants dont chacun était une allégresse nouvelle »... Ayant accepté l'invitation du Prince d'Eurasie (aristocrate qu'on retrouve dans Guinoiseau) il subit un repas prétentieux et « sans lumière ». Il décide d'inviter le prince en retour pour un repas qu'il compose « simple et concis » de « quatre petits plats » dont le principal est un pot au feu et le menu (servi dans une « porcelaine de vieux Nyon à petites fleurs bleues ») : « Les friandises avant le potage, le potage Adèle Pidou, les fritures de Brillat-Savarin, le pot-au-feu Dodin-Bouffant paré de ses légumes, la purée Soubise, les desserts, vins blancs de coteaux de Dézaley et de Château-Grillet, rouges de Chateauneuf-du-Pape, de Ségur et de Chambolle... C'était tout. »

Les convives éprouvent une très profonde déception à entendre le menu : « à cet instant l'anxiété plana sur les êtres et sur les choses où ceux qui vivent souhaitent que la terre s'entrouvre tout à coup et les engloutissent. » Suit un chapitre de description épique du fabuleux repas et du pot au feu « prodigieusement imposant » dont la vision provoque chez les convives « plusieurs minutes de réel ahurissement » puis des réactions d'admiration sans borne. Le Prince cherche par la suite à engager Adèle, manœuvre que Dodin déjoue... en l'épousant. 

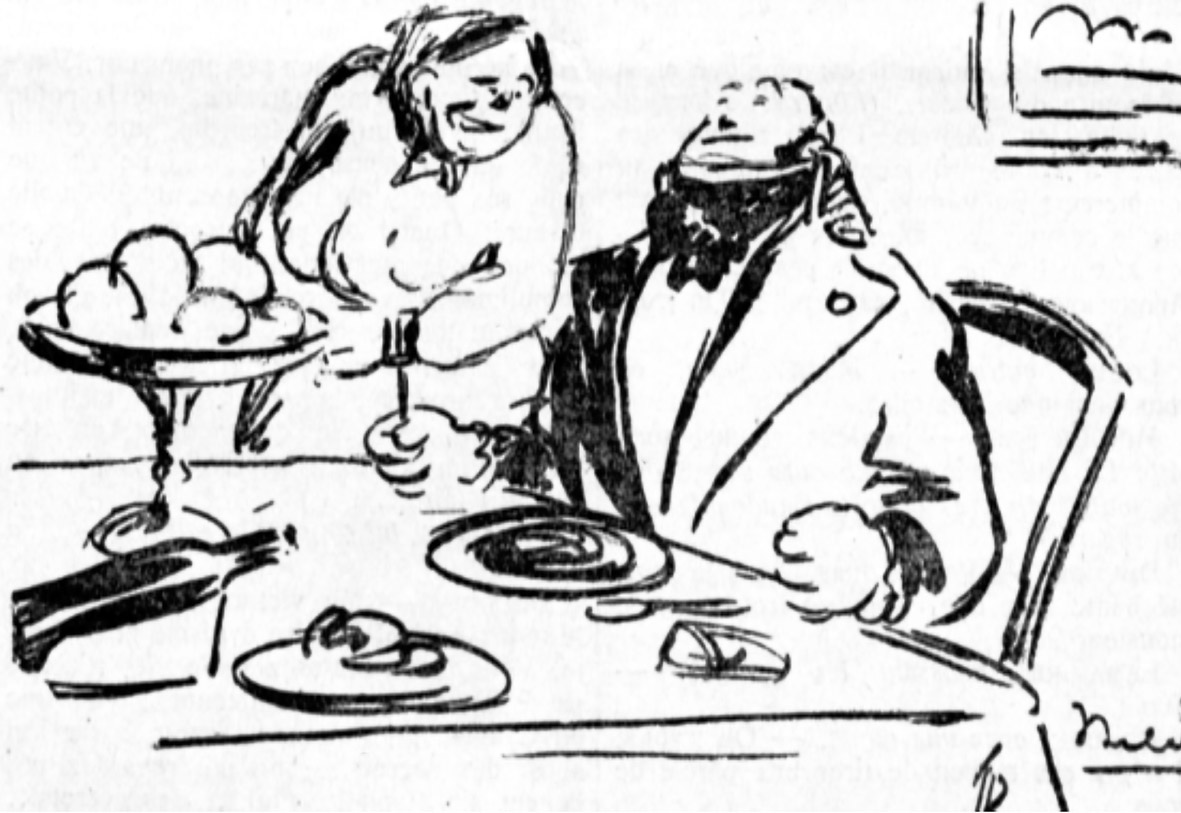
Caricature féroce d'Adéle Pidou dans un article de Curnonsky à propos de la sortie de l'édition augmentée 1924 (Comœdia du 24 mai)

Non que l'envie lui en manque, il reste fidèle à Adèle lors d'un déjeuner en tête à tête avec Pauline d'Aizeri, donnant la priorité aux canetons rôtis. Dans les derniers chapitres, atteint de goutte et de coliques néphrétiques, le couple Dodin compose une époustouflante diète de poisson (régime sans viande) et subit le supplice d'une cure d'eau à Baden-Baden. Le livre se termine par ce serment : « Achevons nos existences dans le culte de la chère et dans la joie de notre foyer... il avait pris par-dessus la table les mains d'Adèle, comme s'il lui demandait ce serment sur le souvenir du gâteau merveilleux de foies blonds et sur les nobles bouteilles vides. »
Comme dans La France gastronomique ou d'autres romans, le texte est parsemé de recettes mythiques de la vieille cuisine du XVIIIe siècle et de descriptions de prodigieux vins. La recette des pâtés à la Choisy de Menon (Les Soupers de la Cour, 1755) – qui rappelle le goût de Rouff pour le perdreau et sa profonde connaissance de la littérature gastronomique – servi lors de l'admission du quatrième membre du cénacle, est souvent citée : « Sur son assiette on dépose le premier pâté à la Choisi qui se fait, comme chacun sait, de perdrix désossées qu'on a farcies de leurs carcasses (pilées avec les foies), de truffes, de menu lard et des épices ordinaires, perdrix qu'on a enrobées de foies gras dégorgés et blanchis, lardés d'anchois frais, et qu'on fait cuire dans une pâte légère en les nourrissant d'un bon beurre et baptisant la fin de la cuisson d'un demi-verre de vieille eau de vie. Cet entremets plus qu'honorable... ne s'accommode parfaitement que d'un vieux vin de Saint-Gilles à demi capiteux, doté par un âge respectable, d'une générosité qui n'est jamais le fait de la jeunesse et d'une chaleur tempérée, déjà empreinte de crépuscule,. »

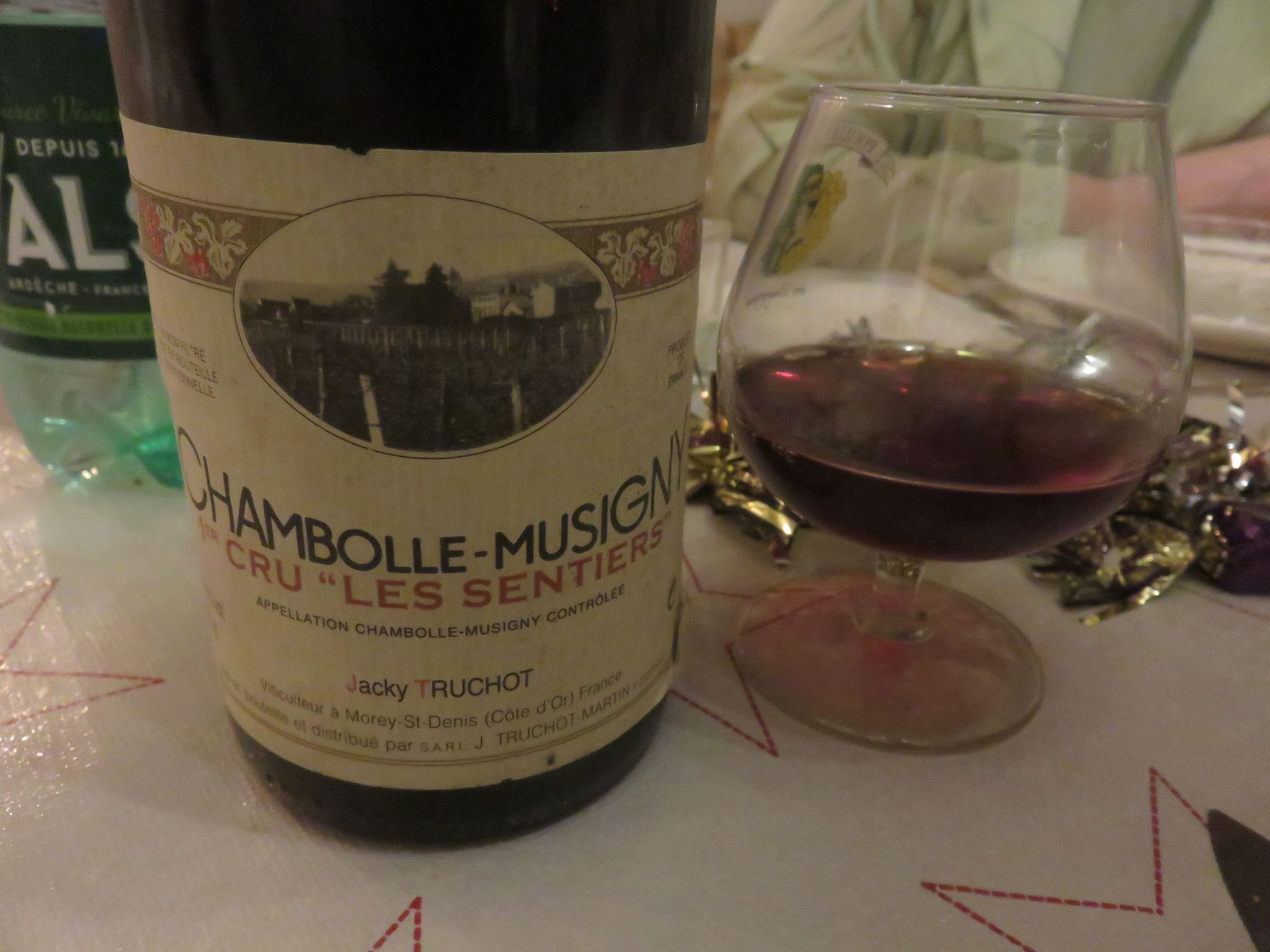
(avec le pot au feu) «le Chambolle recélait dans son sang d'or rose assez de ressources pour que le palais y put trouver à temps le ton nécessaire, la note indispensable»

## Le pot au feu Dodin-Bouffant
Le pot au feu proprement dit est décrit en un unique paragraphe précédé et suivi des réactions de convives. « Trifouille était pris d'un saisissement panique devant tant de génie... »
« La pièce de bœuf — dont la chair fine était brisante et friable — était frottée de salpêtre, salée, parfumée d'estragon et piquée de quelques cubes de lard... Ces tranches s'appuyaient mollement sur un oreiller de saucisson de porc, de veau haché assez gros, d'herbes, de thym et de cerfeuil, cuit dans le même bouillon que le bœuf... Elles-mêmes soutenues par une ample découpade de poularde (nourrie de pain trempé dans du lait) bouillie avec un jarret de veau... qui reposait à leur tour sur une  confortable couche de foie d'oie frais simplement cuit au Chambertin. Cette superposition formait des parts marquées par un enveloppement de légumes cuits dans le bouillon et passés au beurre. Le tout accompagné d'un Chambolle-Musigny nuancé, complexe et complet. »
Le prince allait pouvoir raconter dans les cours royales « qu'il avait dégusté le plus prodigieux pot au feu qu'on puisse imaginer ».

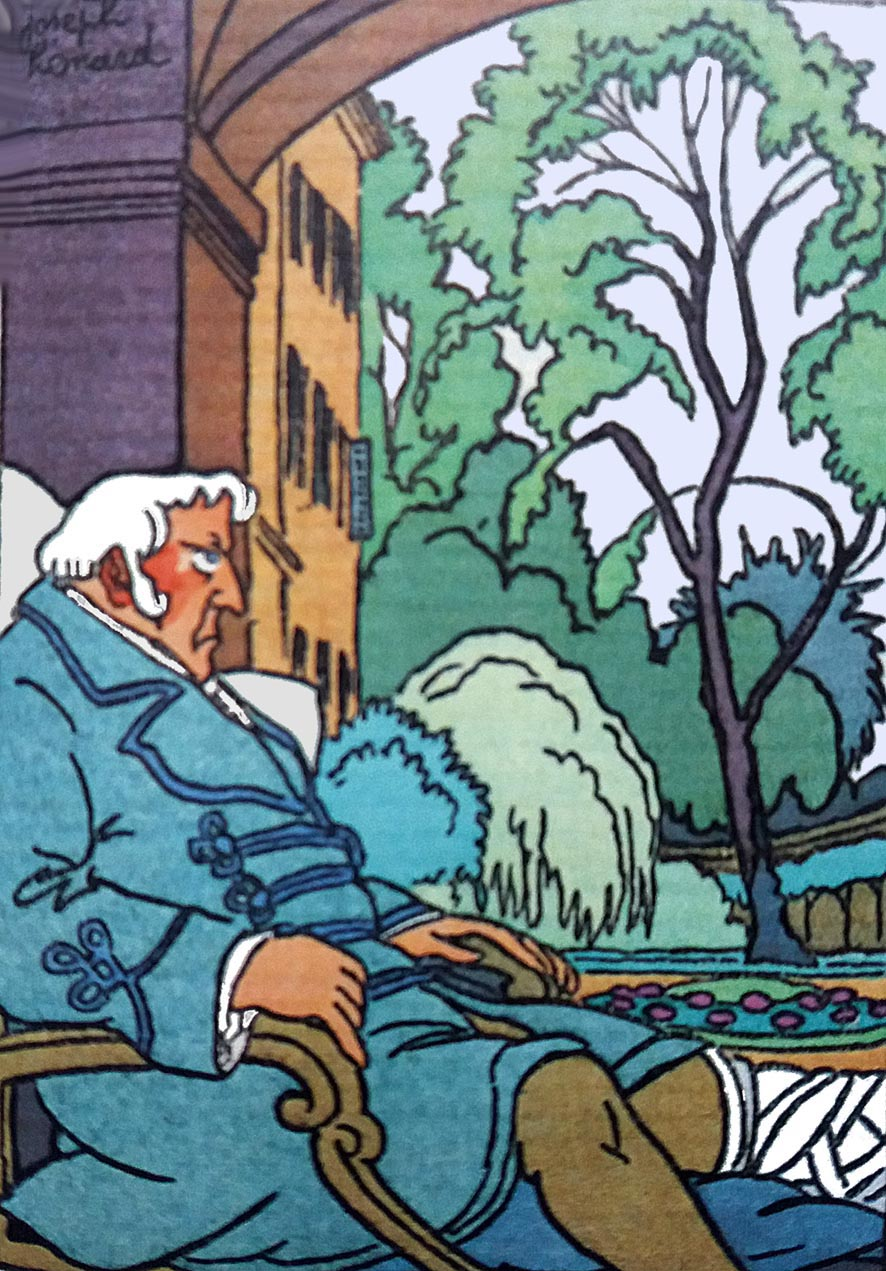
Dodin goutteux en cure d'eau à Baden-Baden, illustration de Joseph Hemard dans l'édition 1924.

## Postérité
Des conférences et articles de presse gastronomique sont signées du pseudonyme Dodin-Bouffant dès avant la seconde édition dans le Mercure de France (1921, 24),,. En 1923, un repas de réception est organisé au Salon d'Automne par Austin de Croze et le Dodin journaliste, les invités y meurent de faim, d'où la lettre signée Alexandre Dodin-Jeuneur que recevra le Dodin du Mercure,.   
En 1924, le repas du Prince fut répliqué à l'identique et, l'ayant appris, Camille Cerf fait réaliser le pot au feu et convie Marcel Rouff à le manger, « je tremblais un peu avant, et bien c'était excellent », dit-il,. Le banquier Paul Dreyfus-Roze qui habitait un des hôtels des Maréchaux, place de l'Étoile, fait cuisiner à son tour le Pot-au-Feu qu'il déguste avec Marcel Rouff, d'après Gaston Derys, Marcel Rouff aurait dit : « Bien qu'il en coûte à ma modestie, je dois avouer que ce fut délicieux. »
En 1926 Jacques Brindejont-Offenbach écrit une pièce en quatre actes, Dodin-Bouffant, d'après le roman. Il a existé un restaurant Dodin-Bouffant en 1937, dans les Jardins du Pavillon de l'Ile-de-France à l'Exposition Internationale des Arts et Techniques,.    
Après guerre, le pot au feu Dodin-Bouffant en quatre services d'Alexandre Dumaine, à Saulieu, est apprécié du prince Rainier et de Grace Kelly, du président Vincent Auriol et du Maréchal Juin. Il est au menu de Maxim's en 1962. Dans les années 1970, le Fouquet's servait un pot-au-feu royal de Dodin-Bouffant en trois services et douze plats. Jean Barnagaud chez Prunier l'aurait exécuté deux fois en 1970 selon Robert J. Courtine.   
Une adaptation télévisée du roman par Jean Ferniot et Michel Philippe-Gérard est réalisée par Edmond Tiborovsky en 1973,,. Marc Dudicourt interprétait Dodin et Gilette Barbier Adèle.   
En 1974, à Boston le restaurant Dodin-Bouffant de Karen et Robert Pritsker connaît le succès. En 1978, le chef Jacques Manière (1923-1991) ouvre à Paris 24, rue Frédéric-Sauton, 5e le restaurant Dodin-Bouffant,,. Il y met au point une carte inspirée des pages de Marcel Rouff; outre une adaptation tout de même allégée du pot-au-feu, la spécialité est la poularde truffée à la vapeur, méthode de cuisson chère à ce chef, meilleure façon de cuire la poularde grasse proclamée par Lucien Tendret dont il suit la recette.

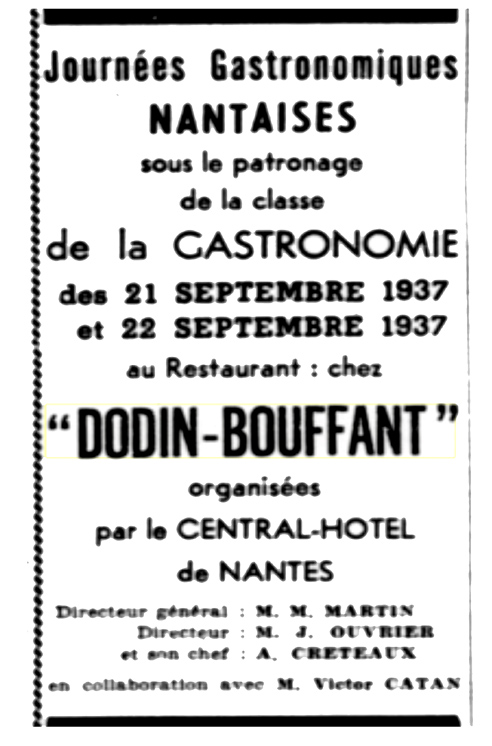
Restaurant Dodin-Bouffant en 1937.

De nombreux chefs talentueux (Raymond Oliver, Marc Meneau, Jean-François Piège...) s'essaieront au difficile exercice de cuisiner le pot au feu légendaire et fantastique,. Yannick Alléno réussit au Meurice un démesuré Grand pot au feu Dodin-Bouffant en cinq services du même acabit avec des vins en proportion (judru lyonnais au bouillon, aiguillette de bœuf et croûtons de moelle au raifort, consommé double aux champignons, jarret de veau à la menthe et au serpolet et ses légumes, volaille de Bresse au foie gras de canard au Chambertin avec purée Soubise... Bonnes-Mares 1994). François Simon écrit (2012) « qu'il faut venir solidement charpenté pour ce voyage dans le temps car ce sont des secousses à la fois rudes et raffinées qui vous font perdre toutes notions .. 544 euros. »
En 2014, paraît une adaptation en bande dessinée, réalisée par le dessinateur belge Mathieu Burniat. 
Bruno Fuligni, (2015) dans sa Folle histoire - Les gourmands mémorables, estime que Dodin-Bouffant et Marcel Rouff méritent de rejoindre le Panthéon.
Trân Anh Hùng réalisateur de cinéma, Lion d'or au Festival du film de Venise 1995, a réalisé un long métrage La Passion de Dodin Bouffant, évocation de la relation d'Eugénie et de Dodin d'après l'œuvre de Rouff. Le tournage a lieu en 2022 (costumes Nathalie Leborgne, acteurs : Juliette Binoche, Benoît Magimel, conseiller technique : Pierre Gagnaire). Il est présenté en compétition au Festival de Cannes 2023.

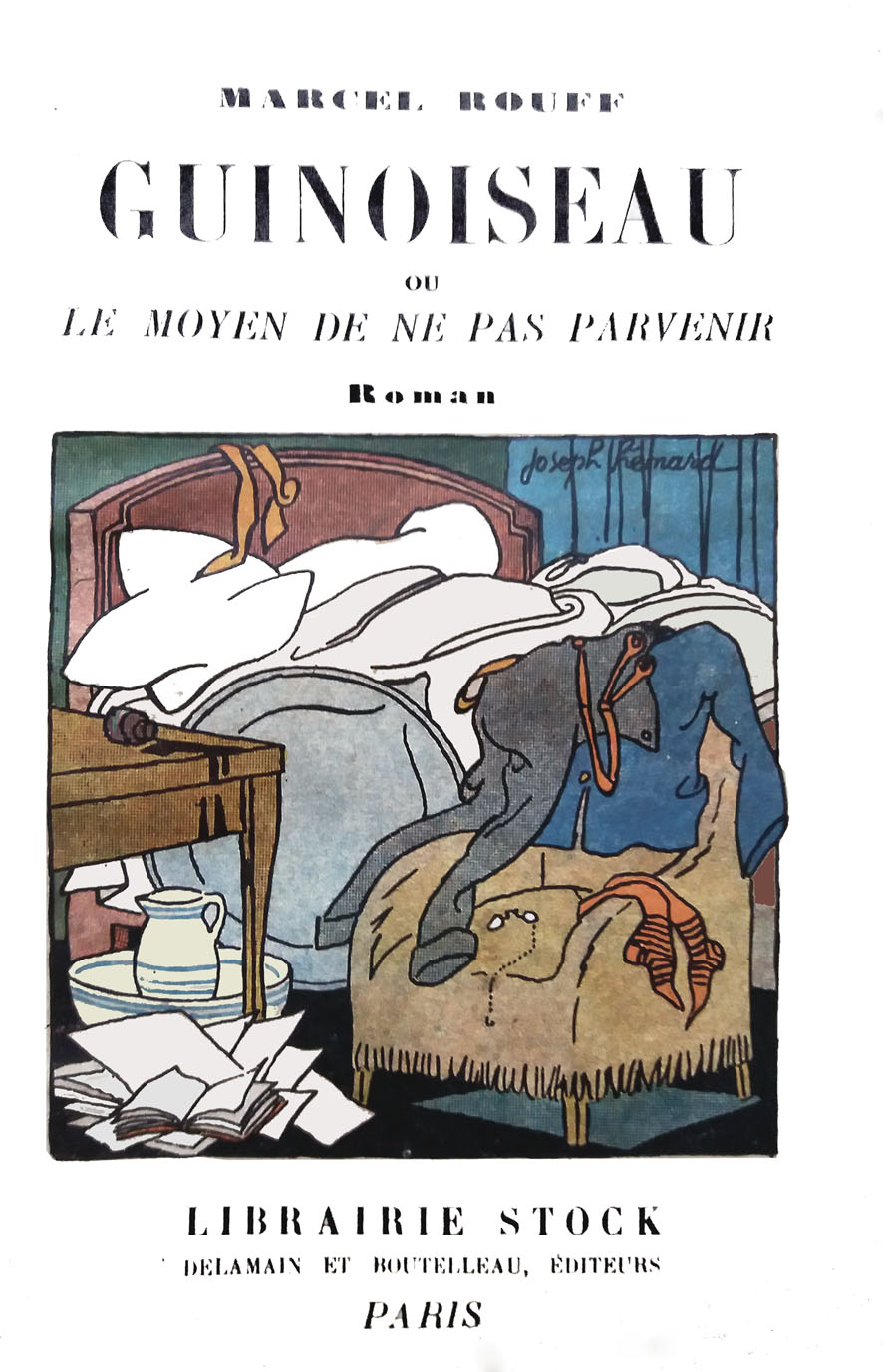
Guinoiseau (alias Curnonsky), roman paru en 1926, ill. Joseph Hémard.

## Œuvre littéraire

### Le bonheur d'écrire et de décrire
Marcel Rouff aime écrire dans un français qu'il qualifie de « scrupuleux » – ce qui le fera traiter de laborieux – fait de phrases longues riches d'adjectifs, de qualificatifs et de précisions. Il aime laisser aller son imagination féconde jusqu'à égarer son lecteur: « quand Marcel Rouff aura le courage de choisir parmi les idées qui le tente, qui se chevauchent et s'embrouillent à plaisir, accordera plus de soin à la présentation de ses idées... il nous donnera une œuvre puissante et originale » écrit le critique de L'Intransigeant (1930).
Sa prose descriptive est facile pour lui, il aime les brèves descriptions émouvantes de la nature (à la manière de Lucien Tendret décrivant l'ascension du Colombier) des villes et des lieux… entrecoupées de peintures précises de repas, de bon vins et de portraits de femmes. La forme, le style sont plus importants que le fond dans de nombreuses nouvelles et romans (il s'essouffle rapidement ) à l'exception de Dodin-Bouffant qu'il a longtemps médité.

### L'ironiste(qualificatif de Curnonsky dansGuinoiseau)
Selon un mécanisme décrit dans Guinoiseau ou Le moyen de ne pas parvenir (dont le titre est inspiré de l'œuvre de Béroalde de Verville), il part d'une trame courte, d'une histoire à habiller. La dimension irrationnelle, provocante, incroyable de la trame est toujours présente : L'Homme que l'amour empêcha d'aimer est un Don Juan qui fuit les femmes, et Vous qui l'avez connue, une femme-Janus tyrannique, bourreau de son mari côté face et, côté pile, l'amante exemplaire, douce et constante d'un enseignant, qui va attirer, une fois morte, le second vers sa tombe et le premier dans le lit de la femme du second. 
Dans L'homme de cinquante ans, Robert Panurce glisse des balles dans son revolver le matin de ses 50 ans et dit: « je me tuerai ce soir. » En fin de compte, et après de longues réflexions et une journée insignifiante, il donne fin à la vie qu'il mène en épousant Froussette, la fille de la concierge. 

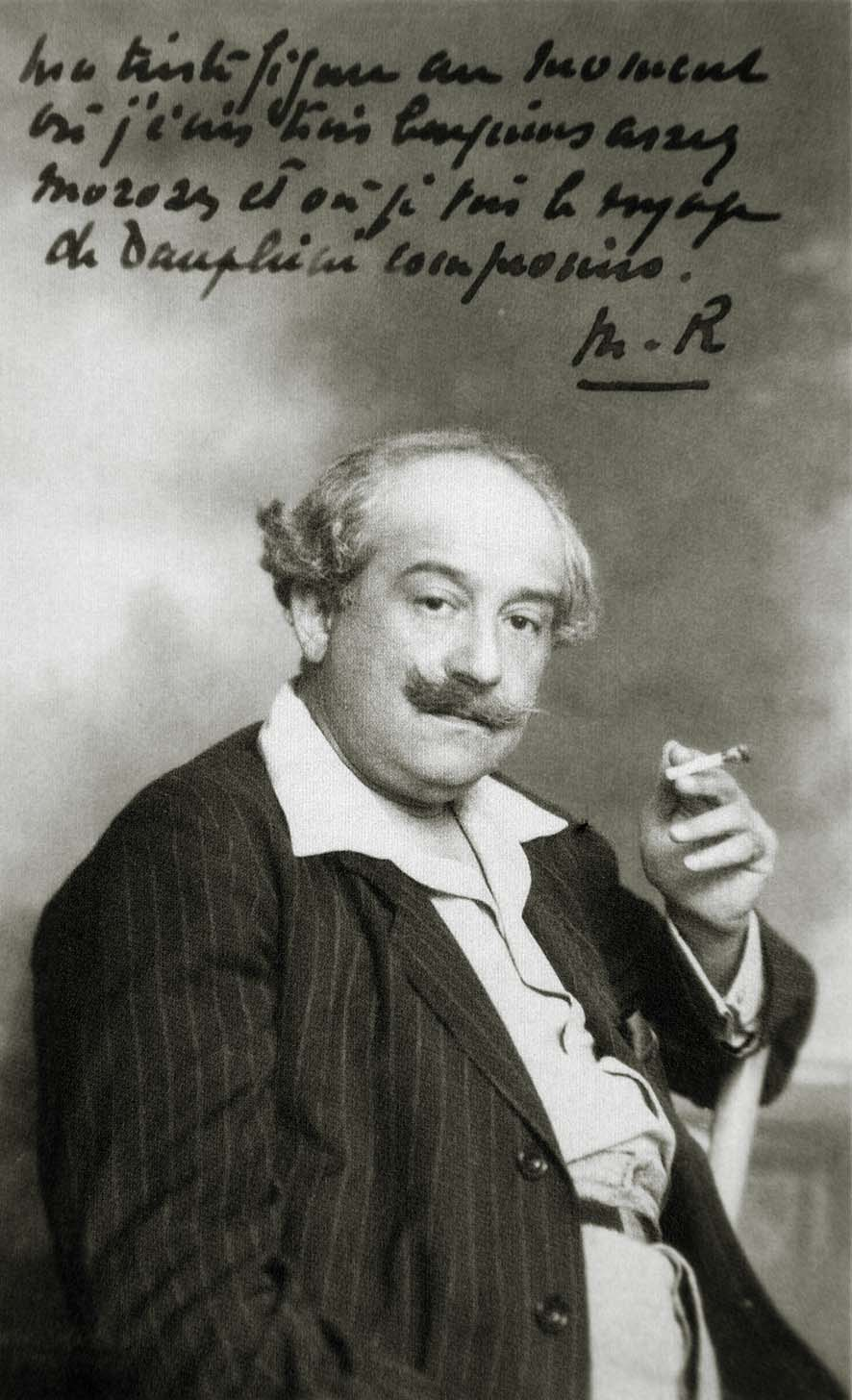
Marcel Rouff circa 1926 avec note manuscrite (Archives de Cursnonsky - ed. Curnonska 2007, T3)

### La province
Le monde provincial est propice à l'invention de personnages sans intérêt aptes à être l'objet de description superlative. Le Grand Léonard est un roman typique qui se déroule dans une ville provinciale dénuée de tout attrait et dont le personnage central est le coiffeur mythomane Lefrizol… inventeur d'amours fabuleuses qui lui vaudront la vengeance bien réelle de sa compagne, la molle Isabelle.

### La nostalgie
Rouff aime un passé nostalgique, le mot vieux revient souvent sous sa plume, pour patiner les choses, pour donner une richesse, une affection : la vieille cuisine de France… 
« J'ai mis l'âme de nos vieux rêves  
Dans un piano, le long des grèves. 
Ainsi, parfois, 
Le vent, sur les touches d'ivoire,
Revient remémorer l'histoire 
De l'Autrefois. »  (Les Hautaines) 

### La bonne chère
Il eut sur ce sujet une activité de journaliste. Il tenait, chaque samedi, avec Curnonsky, Charles Brun, Austin de Croze, etc. la page Le beau voyage et la bonne Auberge dans le journal Comoedia. Tout ce groupe avait une connaissance approfondie des produits et des recettes de la cuisine française.
Marcel Rouff livre sa conception de la gastronomie dans un article du Figaro illustré (novembre 1932, Madame reçoit). « La gastronomie ne dépend pas des modes mais de... l'instinct d'un peuple appliqué à transformer... au mieux du plaisir des sens les produits de son pays. » Après les multiples essais du XVIe au XVIIIe siècle, « le grand Carême a fixé les lois du code inviolable de la table. » Il n'y a pas de modernité (de nouveauté) en cuisine mais des « améliorations heureuses » qui ne « sortent pas de la tradition ». Tout comme un grand vin, un grand fromage sont aboutis à tout jamais dans leur perfection. Le passé est ici présent comme la recherche d'une excellence achevée.
Curnonsky écrit dans La France à table (février 1936) de brèves et émouvantes lignes à la suite du décès de Rouff : « Il n'a pas seulement écrit Dodin-Bouffant, il a vécu ce type de gourmet qu'il a su créer. Pour Marcel Rouff, la gastronomie était vraiment une raison de vivre et l'un des aspects de sa riche et puissante nature. »
Gorenflot (pseudonyme de Camille La Broue) dans Le Figaro du 9 septembre 1934 donne une idée de la hauteur des exigences de Rouff quant au plaisir de la table : « Le repas parfait exige la réunion de tant de circonstances, la coïncidence de tant de bonnes dispositions d'esprit, aussi bien chez les exécutants que chez les dégustants qu'il comporte une part de hasard et qu'on ne peut espérer le savourer que bien rarement dans une vie. »

#### Le Déjeuner du Grand Perdreau

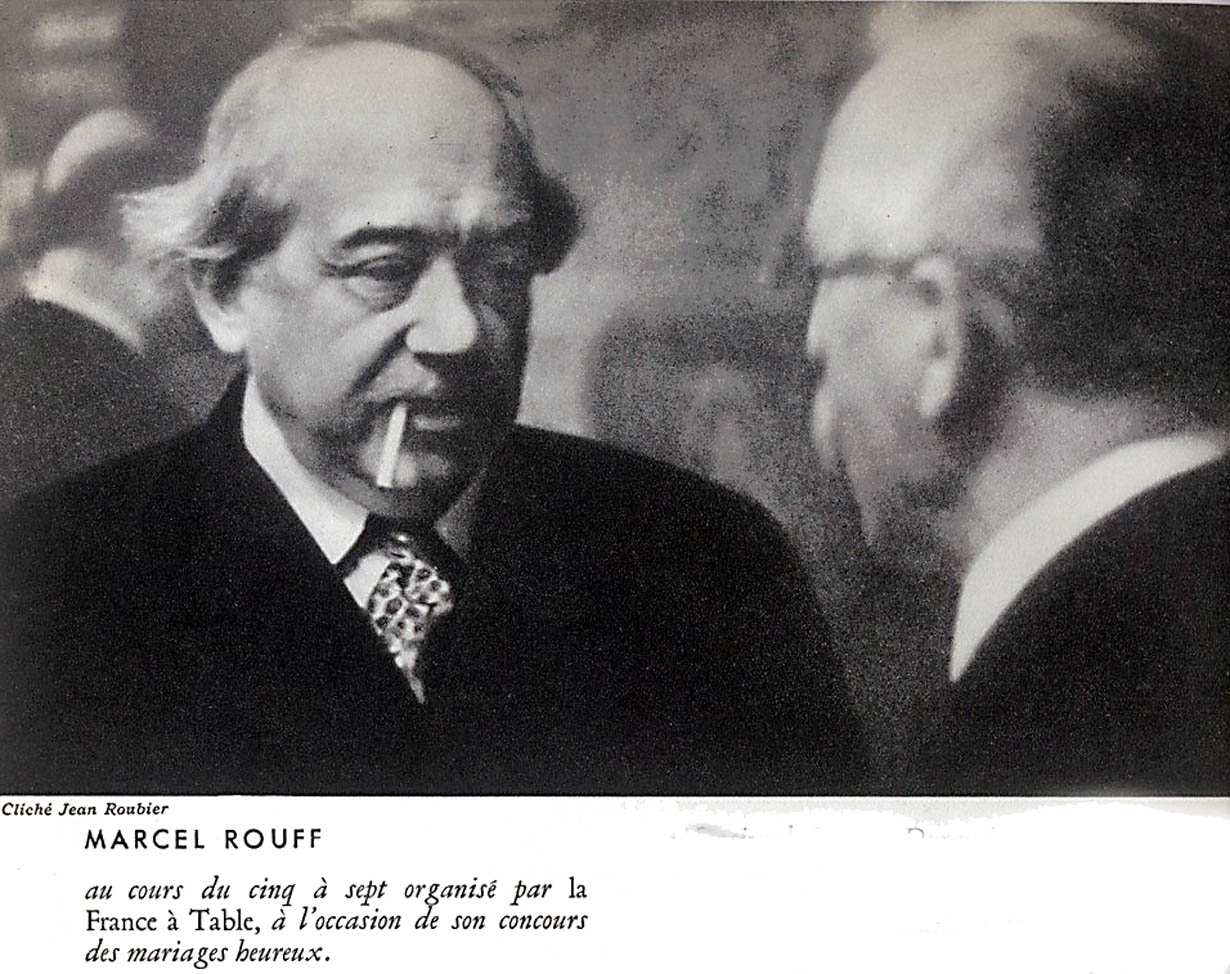
Marcel Rouff et Edouard de Pomiane, photo parue dans La France à Table de mars 1936 à l'occasion de sa mort.

Marcel Rouff est, avec son frère Frédéric (directeur des éditions Rouff) et Curnonsky, membre fondateur et fidèle du Déjeuner du Grand Perdreau, société gastronomique de vingt-trois membres éditeurs et écrivains gourmets. Le Bottin mondain de 1953 écrit « Le Déjeuner du Grand Perdreau - Réunion des éditeurs de Paris, fondée par Alfred Vallette, directeur du Mercure de France, en 1910, puis présidée par Marius Gabion, par Maurice Donnay et par Curnonsky ». La date de 1910 est régulièrement recopiée par la suite,,. Il n'existe aucune trace de l'existence du Déjeuner du grand Perdreau avant 1921, qui est l'année effective des premiers déjeuners et l'année où il prit ce nom (le chef s'était excusé en disant, « il n'y a qu'un perdreau mais il est grand »). Dès ce premier texte les membres sont des éditeurs et des écrivains qui se réunissent dans un bon restaurant chaque mois. En 1924 ils instituent un Prix du Grand Perdreau : le meilleur restaurant est élu une fois par an à bulletin secret,,. Parmi les éditeurs on note : Alfred Vallette, Tallandier, Albin Michel, Payot, Georges Crès, J. et Maurice Bourdel, Mainguet, Gas, Teyssou, Gaston et René Gallimard, Frédéric Rouff, René Fauchois, Louis Brun. Marcel Rouff et Curnonsky sont signalés présents aux repas de 1924 à 1929,,. Le prix du Grand Perdreau 1925 est décerné au restaurant La Poularde, comme par hasard ex-æquo avec le Café-restaurant l'Univers.   
Les femmes n'étaient pas admises à ces repas (d'où la création des Belles Perdrix en 1928) où fleurissaient les plaisanteries grivoises qui furent rassemblées dans un livre Joyeusetés et Facéties T.S.V.P par J.W. Bienstock et Curnonsky (Paris, Grès. 1924). Le Déjeuner du Grand Perdreau figure une dernière fois dans la presse en 1930,. 

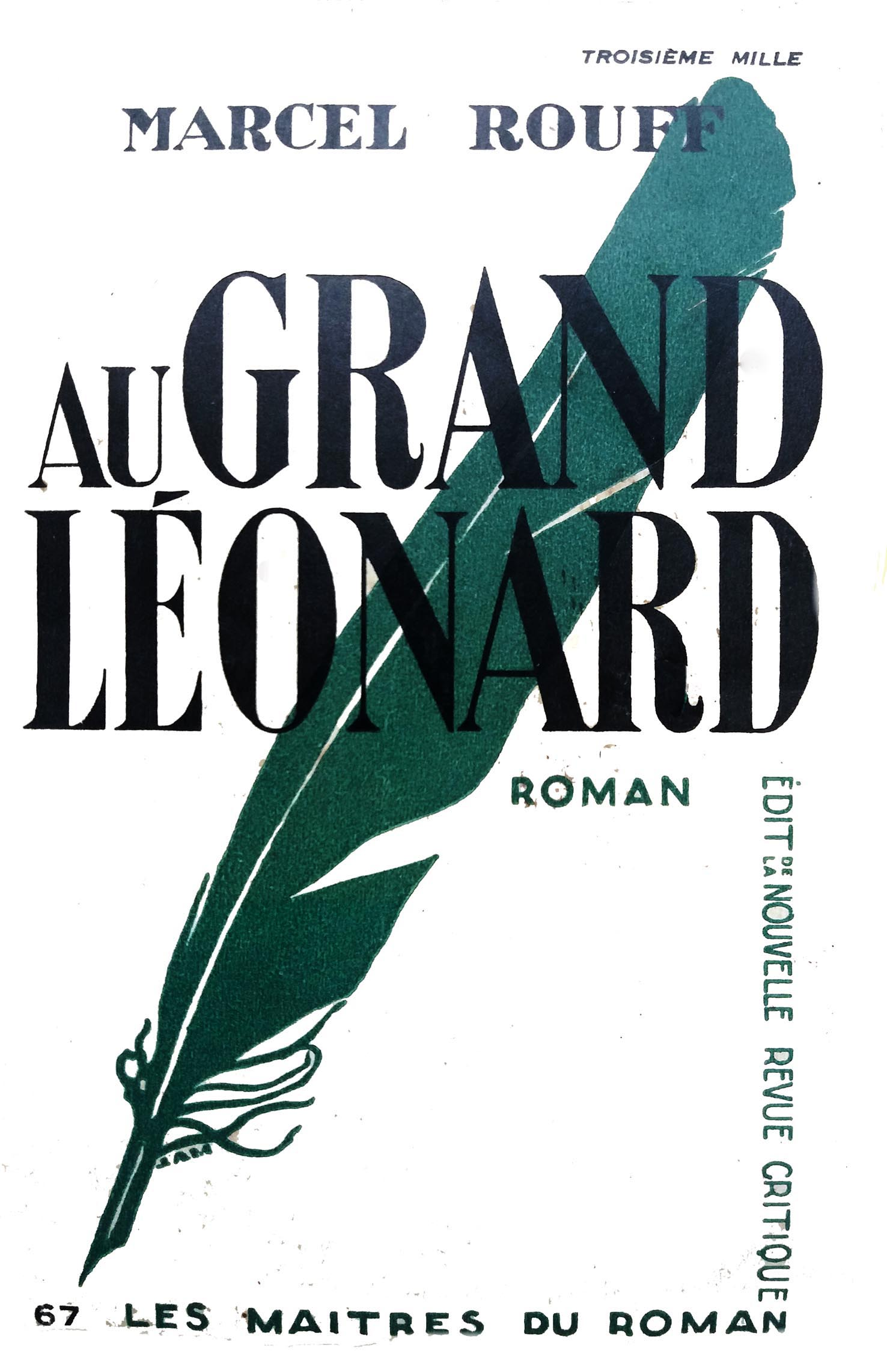
Au Grand Léonard, couverture du dernier roman de Marcel Rouff (1934).

## Publications
- La Première d'Hernani, à-propos... Paris : libr. impr. réunies, 1895, 22 p.
- Les hautaines, poésies, Paris : P. Ollendorff, 1896, VIII-112 p. - Préfacier : Armand Silvestre (1837-1901)
- La Grande Angoisse. Les Pèlerins, Paris : P. Ollendorff, 1899, In-18, 339 p.
- Les Moulins à vent, Comédie en 1 acte, en vers... Lausanne : imp. réunies, 1919, 23 p.
- La Vie et la passion de Dodin-Bouffant, Paris, Société littéraire de France, 1920, in-12, 99 p. 1re édition. puis La Vie et la passion de Dodin-Bouffant, gourmet, (5 chapitres supplémentaires) Paris : Delamain, Boutelleau et Cie, 1924, In-8°, 271 p., ill. coul. de Joseph Hémard - rééd. 1970, L'age d'homme coll. Poche Suisse :Montreux, 1990, 2010, Texte en ligne
- Curnonsky et Marcel Rouff. La France gastronomique. Guide des merveilles culinaires et des bonnes auberges françaises, Paris, impr.- Frédéric Rouff, éditeurs, 148, rue de Vaugirard, 1921-1928, 28 volumes
  - 1921 (5 vol) L'Alsace 127 p. - La Normandie, 128 p. - Le Périgord, 128 p.- La Bresse, Le Bugey. Le Pays de Gex, In-16, 127 p. - L'Anjou, 128 p.
  - 1922 (5 vol) Le Béarn 128 p. - La Provence, 128 p. - Paris 1 du Ier au VIIe arrondissement. - Paris 2 du VIIIe au XXe arrondissement - La Touraine, 112 p.
  - 1923 (3 vol) La Bourgogne, 143 p. - La Bretagne, 128 p. - La Savoie, 128 p.
  - 1924 (5 vol) Environs de Paris.I. (Seine, Seine et Oise et Oise), - Environs de Paris.II (Seine-et-Marne et Aisne) - Le Poitou La Vendée, 112 p. - L'Aunis. La Saintonge. L'Angoumois, 112 p. - Bordeaux. Le Bordelais et les Landes, 125 p.
  - 1925 (3 vol) Lyon et le Lyonnais (2 vol.) - Le Maine et le Perche, 112 p.
  - 1926 (3 vol) La Franche-Comté, 128 p. - Le Nivernais et le Bourbonnais, 128 p.- L'Orléanais, 128 p.
  - 1927 (1 vol) Le Vivarais, le Rouergue et le Gévaudan, 112 p.
  - 1928 (2 vol) Le Dauphiné, 105 p. - Le Roussillon, Le Comté de Foix, 97 p.
- Ce qui plane sur la ville, 1921, In-16, 128 p.
- Les Mines de charbon en France au XVIIIe siècle, 1744-1791, étude d'histoire économique et sociale, 1922
- Voyage au monde à l'envers, Paris : G. Crès, 1923, In-16, 216 p. (première édition Mercure de France, 1er octobre-15 novembre 1920), Texte en ligne.
- L'Homme que l'amour empêcha d'aimer, suivi de Un coq survint, Paris : éditions du "Sagittaire", 1924, In-16, 214 p.
- L'Homme et la montagne. - Paris, Émile-Paul frères, 1924, Petit in 8, broché 303 p., 1re édition, coll. "Edmond Jaloux".(nombreuses rééditions)
- Guinoiseau, ou le Moyen de ne pas parvenir, roman, Paris : Stock, Delamain et Boutelleau, 1926 In-16, 304 p.
- Les Temps révolus. Sur le quai Wilson, roman, Paris, Emile-Paul frères, 1926, Collection Edmond Jaloux, In-16, II-309 p., Texte en ligne.
- Les Temps révolus. Les Étranglés, roman, 1927
- Les Devoirs de l'amitié, nouvelles, Paris : "les Cahiers de Paris", 1927, 96 p.
- Jubabau, roman, Paris : éditions Émile-Paul frères, 1928, In-16, 285 p.
- Anaïs, ou l'Heure des élites, Mayenne : Impr. Floch, 1928, 229 p.
- La Vie de Chateaubriand, Paris : libr. Gallimard, 1929. In-16, 325 p., (Vies des hommes illustres, no 25)

- L'Homme de cinquante ans, Paris, La Nouvelle revue critique, 1929, 221 p.[77]
- La Vie de fête sous le second Empire. Hortense Schneider, avec Thérèse Casevitz (1879-1970), Paris : éditions Jules Tallandier, 1930, In-16, 223 p.
- Le roi camelot. Pièce en 3 actes et 11 tableaux donné au théâtre de l'Œuvre. 1930[78]
- La Peau peinte (roman), Paris, La Nouvelle revue critique, 1930, 253 p.

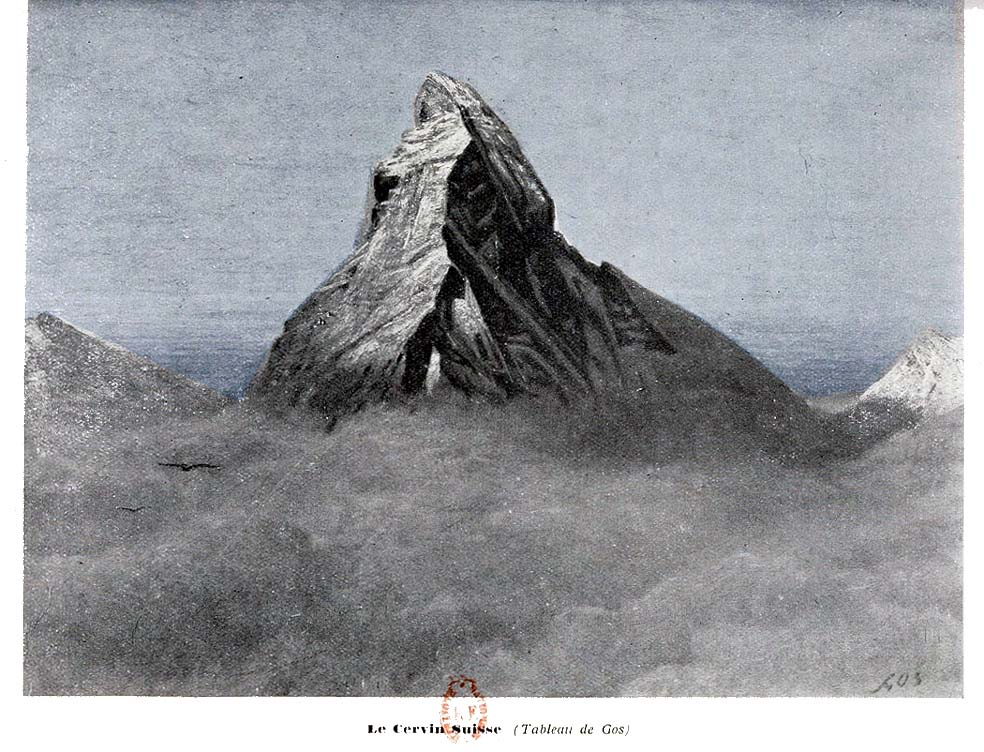
Le Cervin, par Albert Gos (1852-1942) dans la Montagnes (1931)

- Le Cervin, par Albert Gos (1852-1942) dans la Montagnes (1931) Montagnes, édition illustrée de nombreuses photographies. Paris, Gallimard. 1931. 191 p. 316 vues et photographies[79].
- Dans l'Atlas... une nuit, roman, Paris : Baudinière, 1932, In-16, 285 p.
- La confession du Pacifique, roman, Paris : A. Fayard et Cie, 1933 (Les œuvres libres CXLIX)
- Au Grand Léonard : dames, messieurs indéfrisables, roman de fantoches, Paris, La Nouvelle revue critique, 1934, 251 p.
- Vous qui l'avez connue... nouvelle inédite, Paris : A. Fayard et Cie, 1934, 1 vol. (379 p.) contenant 6 pièces et nouvelles
- Éloge de Honoré de Balzac, Mâcon : impr. Protat frères, 1939, 8 p. (éloge prononcé à l'Académie des Gastronomes) (en ligne sur le site de la BnF[80],

Un cent d'huîtres d'Ostende;
Douze côtelettes de pré-salé au naturel;
Un caneton aux navets;
Une paire de perdreaux rôtis;
Une sole normande. 

## Traductions
Traduction en langue anglaise
- The Passionate Epicure, La Vie et la Passion de Dodin-Bouffant, Gourmet par Anne Desclos, illustrations de Charles Mozley. 1961
- Journey to the Inverted World (Encinco, California, Black Coat Press, 2011), traduction de Voyage au monde à l'envers (1923) par Brian Stableford[81].

## Titres et récompenses
- Membre fondateur de l'Académie des Gastronomes, membre d'honneur du Club des Purs Cent, président de la Section Gastronomique de l'Exposition de 1937, membre du Grand Perdreau, membre assidu de vingt clubs de gourmets,
- Chevalier de la Légion d'honneur au titre du Ministère des affaires étrangères français. 1921[82]